# Association des syndicats libres et indépendants
L'Association des syndicats libres et indépendants (en serbe cyrillique : Асоцијација слободних и независних синдиката ; en serbe latin : Asocijacija slobodnih i nezavisnih sindikata ; en abrégé : ASNS) est une organisation syndicale qui participe aussi à la vie politique serbe. Elle a son siège à Belgrade. Elle a été fondée en 1996 et est présidée par Ranka Savić.

## Historique
L'association est créée le 2 juillet 1996 à l'initiative de travailleurs mécontents des syndicats de l'époque et pour défendre la démocratie et une économie développée dans laquelle on puisse vivre dignement de son travail et de son salaire. Elle participe aux manifestations du 5 octobre 2000 contre Slobodan Milosevic.

## Activités électorales
Lors des élections législatives du 6 mai 2012, l'Association des syndicats libres et indépendants a soutenu la coalition politique Preokret, emmenée par Čedomir Jovanović, le président du Parti libéral-démocrate (LDP),. Ranka Savić, la présidente de l'association, a été élue députée à l'Assemblée nationale de la république de Serbie et est inscrite au groupe parlementaire du LDP.